# Аркангел
«Аркангел» (англ. Arkangel) — другий епізод четвертого сезону телесеріалу-антології Чорне дзеркало. Сценарій написав творець серіалу Чарлі Брукер, режисером виступила Джоді Фостер. Прем'єра відбулася на каналі Netflix 29 грудня 2017.
«Аркангел» — це назва технології імплантата, який  дозволяє батькам відстежувати дитину. Самотня мати Мері (Розмарі Де Вітт) вставила Аркангел її доньці Сарі (Бренна Гардінґ). Спочатку він проявляє себе ефективно, але пізніше стає небезпечною перешкодою, тож Мері вимикає його і дозволяє Сарі рости без постійного контролю Аркангела. Коли Сара стає підлітком, у Мері з'являється спокуса знову використати чип.

## Сюжет
Самотня мати Мері народжує доньку Сару. Коли дівчинці було три роки, вона загубилася у парку, бо погналася за кошеням. Після відчайдушних пошуків Мері вирішує, що таке більше ніколи не має повторитися, тож погоджується взяти участь у програмі «Аркангел». Технологія дозволяє бачити місце розташування дитини, її життєві показники, бачити її очима за допомогою «батьківського планшета». Батько Мері скептично ставиться до такого стеження, але Мері продовжує брати участь у програмі.
Спочатку чип працює добре, постійно блокуючи страшного сусідського собаку, але зрештою проявляється і негатив, коли дідусь Сари переживає серцевий напад, але не може попросити її про допомогу, бо Аркангел блокує його. Втім, Мері бачить батька за допомогою планшета і встигає привезти його вчасно до лікарні.
У свої сім років Сара відома між однолітків як «ходячий жучок» через її чип. Однокласник Трік намагається пояснити їй, що таке кров і який вигляд має насильство, однак її чип фільтрує навіть це. Цього ж вечора Сара намагається намалювати насильство та кров на пальцях, що змушує Мері втрутитись. Сара б'є її, але Аркангел блокує ці зображення жорстокості. Мері бере Сару до лікаря, який каже, що чип не можна витягнути, але радить просто вимкнути обмеження та викинути планшет. Мері натомість ховає планшет та відправляє Сару до школи вперше без нагляду. Трік одразу ж показує їй зображення насильства та порнографію.
Сара зростає без Аркангела. Їй 15 років, і Трік запрошує її на озеро. Вона каже матері, що йде до подруги дивитися кіно, а сама їде на озеро. Втім, Мері з'ясовує, що Сари немає у подруги, тож вона знову вмикає Аркангел і бачить, що Сара і Трік займаються сексом. Сара повертається додому і бреше матері про те, де була, тому Мері починає знову постійно користуватися Аркангелом. Одного разу вона бачить, що Сара з Тріком вживають кокаїн. Вона знаходить Тріка і шантажує його, вимагаючи облишити спілкування з Сарою. Пізніше Мері отримує сповіщення від Аркенгела про стан здоров'я Сари та іде до аптеки. Наступного ранку вона підмішує їй пігулки екстреної контрацепції до коктейлю.
Того дня у школі Сару починає нудити і вона блює. Шкільна медсестра пояснює, що це було спричинено контрацепцією, тож тепер вона не вагітна. Повернувшись додому, Сара знаходить у смітті пачку з-під пігулок, після чого знаходить у материній кімнаті планшет Аркангела. Почуваючись зрадженою, вона починає збирати речі. Мері повертається додому, і Сара починає бити її планшетом, а фільтр перешкоджає їй бачити, яких ушкоджень вона завдає Мері. Зрештою планшет ламається і Сара розуміє, що вона накоїла.
Мері приходить до тями і виходить на вулицю, кричучи до Сари. Планшет ушкоджений занадто сильно, щоб можна було побачити, де перебуває її донька. Сара ж на околиці міста стопить вантажівку, сідає в неї та їде.

## Аналіз
Один із критиків порівняв «Аркангел» із двома давнішими епізодами Чорного дзеркала — «Історія твого життя» та «Я скоро повернуся» — у тому, що вони усі засновані на технологіях, що вже існують, і показують, як ці технології можуть розвинутися у хибному напрямку в майбутньому.

## Виробництво
Епізод став першим в історії Чорного дзеркала, режисером якого стала жінка — Джоді Фостер. Фостер особисто займалася підбором акторів, і вибрала свою подругу Розмарі Де Вітт, із якою вони познайомилися завдяки дружині Фостер Александрі Гедісон, на роль Мері. Це був тільки другий випадок, коли Фостер як режисерка працювала зі своїм другом, першим був Мел Гібсон у 2011 році на зйомках фільму Бобер. За словами Брукера, він обрав Фостер режисеркою епізоду, адже вона була дитиною-актором, тому повинна знати, що означає рости у центрі уваги. Більше того, Брукер стверджує, що Фостер мала так багато зауважень, що це змінило деякі події в епізоді.
Фостер заявила, що під час зйомок траплялися «дуже довгі години», а сцени з дітьми іноді були клопітними. Режисерка уникала графічного контенту в серії, адже, за її словами, він «відволікає від суті». Винятком стала сцена нападу Сари на матір.
Пояснюючи дії свого персонажа Мері, Де Вітт заявила, що самотні матері «переживають зраду інакше»; Фостер додала, що, коли Мері розуміє, що Сара бреше їй, але не починає конфлікту, це спричиняє «тріщину», і Мері починає «битву за контроль». Намагаючись домогтись того, щоб донька не залишила її, Мері стає жертвою самовтілюваного пророцтва, оскільки отримує саме той результат, якого найбільше боялась.

### Маркетинг
У травня 2017 на Reddit неофіційно оголосили назви усіх шести епізодів та імена режисерів. Перший трейлер було оприлюднено 25 серпня 2017, у ньому містилися всі шість назв. У вересні 2017 було оприлюднено дві промо-світлини з четвертого сезону, включаючи одну з «Аркангела».
Починаючи з 24 листопада 2017, Netflix оприлюднював серію постерів та трейлерів до четвертого сезону серіалу, цю акцію назвали «13 днів Чорного дзеркала». 6 грудня Netflix оприлюднив трейлер, у якому містилися кадри з усіх епізодів сезону та анонс того, що сезон вийде 29 грудня.

## Критика
Високо оцінивши режисуру Фостер та гру Де Вітт, Адам Старкі із Metro зазначає, що у серії йдеться про впізнавану параною, що пояснює «злегка передбачуване» виконання серії./ У своїй позитивній рецензії Луїза Меллор із сайту Den of Geek високо оцінила «вправний баланс» між етичними проблемами, які досліджуються в епізоді. Режисуру Фостер вона охарактеризувала як «чутливу та емоційну у стилі американського незалежного кіно», зазначивши, що історія розказана через емпатію.
Софі Ґілберт із The Atlantic опонує таким оцінкам. На її думку, попри гарний посил, епізод страждає від поганого виконання. Ґілберт далі стверджує, що мораль епізоду очевидна, і питання про вплив дорослішання на дітей дуже цікаве, але недостатньо розкрите. Ед Павер із Дейлі телеграф поставив епізоду 3 зірки та підтримав претензії Ґілберт, заявивши, що Брукер міг би «зануритися глибше» у наслідки перегляду дитиною порнографії та сцен насильства. Павер назвав епізод «настільки типовим Чорним дзеркалом, що аж майже провальним».